# 泉佐野警察署
泉佐野警察署（いずみさのけいさつしょ）は、大阪府警察が管轄する警察署の一つ。

## 所在地・最寄り駅
- 大阪府泉佐野市上町2丁目1番1号
  - 南海本線 泉佐野駅

## 所轄
- 泉佐野市
  - 関西空港警察署の管轄区域を除く
- 泉南郡
  - 熊取町
  - 田尻町（関西空港警察署の管轄区域を除く）

## 交番一覧

### 泉佐野市
- 旭町交番 - 泉佐野市新町三丁目1番47号
- 泉佐野駅前交番 - 泉佐野市上町三丁目7番8号
- 井原の里交番 - 泉佐野市下瓦屋一丁目2番13号
- 大土駐在所 - 泉佐野市土丸78番地の1
- 上之郷駐在所 - 泉佐野市上之郷1695番地の2
- 鶴原交番 - 泉佐野市鶴原一丁目1番25号
- 長滝交番 - 泉佐野市長滝1494番地
- 羽倉崎交番 - 泉佐野市羽倉崎一丁目1番45号
- 東佐野駅前交番 - 泉佐野市泉ケ丘一丁目1番2号
- 日根野駅前交番 - 泉佐野市日根野4067番地の3
- 日根野駐在所 - 泉佐野市日根野1684番地の1
- 南中交番 - 泉佐野市南中樫井1番地
- りんくうタウン駅前交番 - 泉佐野市りんくう往来北1番710 （りんくうパピリオ東棟内1階）

### 熊取町
- 熊取駅前交番 - 泉南郡熊取町大久保中一丁目15番18号
- 熊取町朝代交番 - 泉南郡熊取町朝代西三丁目687番地の2
- 熊取町小垣内交番 - 泉南郡熊取町小垣内一丁目13番41号
- 熊取町野田交番 - 泉南郡熊取町野田一丁目1番21号

### 田尻町
- 田尻町交番 - 泉南郡田尻町大字嘉祥寺407番地の4

## 主な未解決事件
- 泉南郡熊取町小4女児誘拐事件(2023年8月現在で未解決事件)